# Watchtower
Watchtower (с англ. — «Сторожевая башня») — американская прогрессив-метал группа из Остина, штат Техас, существовавшая с 1982 по 1993 год, а затем с 1999 по 2016 год; в настоящее время они находятся в бессрочном творческом перерыве. Группа находилась под влиянием ряда исполнителей, таких как Pink Floyd, Black Sabbath, Led Zeppelin, UFO, Rush и U.K., а также зарождающегося движения новой волны британского хэви-метала. Хотя Watchtower так и не достигли массового успеха, многие другие группы прогрессивного метала, такие как Dream Theater, Death, Atheist, Pestilence, Sieges Even и Spiral Architect, признавали их влияние на своё творчество. Watchtower выпустили два студийных альбома — Energetic Disassembly (1985) и Control and Resistance (1989), а также один сборник, четыре цифровых сингла, один мини-альбом и три демо-кассеты, и помимо этого входила в состав многочисленных сборников.

## История

### Формирование, первые годы (1982—1993)
Watchtower была основана в мае 1982 года в Остине, штат Техас. Квартет впервые дебютировал в сборнике Cottage Cheese from the Lips of Death - A Texas Hardcore Compilation (1983) с ранней версией песни «Meltdown». За этим последовал дебютный альбом Energetic Disassembly, выпущенный в 1985 году на собственном лейбле группы, Zombo Records. Выход более ранней версии альбома был отменён после того, как лейбл группы Rainforest Records закончил своё существование. Energetic Disassembly примечателен интенсивной сменой тактовых размеров и считается важной вехой в прогрессивном металле, а также первым альбомом, в котором пересекаются жанры прогрессивного и трэш/спид-метала, таким образом создавая поджанр, известный как техничный трэш-метал. Выход альбома сопровождался туром Watchtower с такими группами, как Slayer, Anthrax, Helstar, Celtic Frost, Voivod и Armored Saint.
Осенью 1986 года гитарист и один из основателей Билли Уайт покинул группу, чтобы попробовать себя в разных стилях музыки. Он сформировал недолго просуществовавшую группу Khymera с барабанщиком Juggernaut Бобби Джарзомбеком и бывшим басистом Karion Питом Пересом, прежде чем присоединиться к вокалисту Дону Доккену для записи альбома Up from the Ashes в 1990 году. Поскольку будущее Watchtower на короткое время было под вопросом, Даг Кейзер прошел прослушивание в Metallica после смерти их басиста Клиффа Бертона. Точно так же к Джейсону Макмастеру обратились Pantera в поисках нового вокалиста. В конце концов, Макмастер ушел в 1988 году после того, как подписал контракт с крупным лейблом со своим побочным проектом Onyxx, позже переименованным в Dangerous Toys, чей одноименный дебютный альбом на CBS достиг почти золотого статуса, а песни «Teas'n, Pleas'n» и «Scared» стали хитами на MTV.
Заменой Уайта стал Рон Джарзомбек, ранее работавший в S.A.Slayer, в то время как его товарищ из Остина Майк Солиз (участвовавший в Militia и Assalant) был взят на место Макмастера, но в конечном итоге его заменил бывший вокалист Hades Алан Теккио. Подписав контракт с Noise Records, Watchtower летом 1989 года вылетели в Берлин, где группа записала свой второй альбом Control and Resistance на студии Sky Trak Studios, который был выпущен в ноябре того же года. Control and Resistance получили положительные отзывы как в прессе, так и среди фанатов, и показал, как Watchtower смешала свой стиль с прогрессивным металом, трэш-металом и джаз-фьюжном, создав таким образом звучание, которое повлияло на жанр техничного дэт-метала. В поддержку альбома группа выступала на разогреве у Coroner в Европе в их турне No More Color, а также играла с Dark Angel, Loudblast, Tankard, Prong, Fates Warning, Mordred, и Whiplash.
После первого и единственного европейского турне (в котором они выступали на разогреве у Coroner) весной 1990 года Watchtower продолжили выступать в поддержку Control and Resistance с несколькими концертами на Восточном побережье, но вскоре после этого группу покинул Алан Теккио. Остальные участники группы потратили более двух лет на поиски нового вокалиста, что оказалось трудной задачей. Вдобавок к проблемам группы, у Джарзомбека развились серьезные проблемы с руками, которые потребовали нескольких операций, фактически заморозив Watchtower на неопределенный срок, а вместе с ним и предполагаемый третий альбом, который должен был называться Mathematics.

## Состав
Текущий состав
- Алан Теккио — вокал (1989–1990, 2010, 2015–настоящее время)
- Рон Джарзомбек — гитара (1986–1993, 1999–2010, 2015–настоящее время)
- Даг Кейзер — бас-гитара (1982–1993, 1999–2010, 2015–настоящее время)
- Рик Колалука — ударные (1982–1993, 1999–2010, 2015–настоящее время)

Бывшие участники
- Джейсон Макмастер — вокал (1982–1988, 1999–2009)
- Майк Солиз — вокал (1988–1989)
- Билли Уайт — гитара (1982–1986)

Временная шкала

## Дискография
Студийные альбомы
- Energetic Disassembly (1985)
- Control and Resistance (1989)

Мини-альбомы
- Concepts of Math: Book One (2016)

Сборники
- Demonstrations in Chaos (2002)

Синглы
- «The Size of Matter» (2010)
- «Arguments Against Design» (2015)
- «M-Theory Overture» (2015)
- «Technology Inaction» (2015)

Демо
- Meltdown (1984)
- Demo 1987 (1987)
- Instruments of Random Murder (1987)